# 朋友2
《朋友2》（韓語：친구 2）是一部於2013年上映的韓國電影，敘述韓國組織暴力團三個世代的不同人物。電影由劉五性、金宇彬及朱鎮模主演，也是韓國2001年最高電影票房收入的電影《朋友》之續集，亦為郭京澤（곽경택）所導演，並在2013年11月14日上映。

## 演員表

### 主要演員
- 劉五性 飾 李俊碩（이준석）
- 金宇彬 飾 崔成勳（최성훈）[10][11][12]
- 朱鎮模 飾 李哲舟（이철주）[13][14]

### 其他演員
- 張英南（장영남） 飾 惠智（혜지），成勳的母親
- 鄭昊彬（정호빈） 飾 殷基（은기）
- 奇周峯（朝鲜语：기주봉） 飾 衡頭（형두）
- 李哲民（이철민） 飾 假髮
- 李準赫（이준혁） 飾 珍寶（짬보）
- 宣昊進（선호진） 飾 宋基皓（송기호）
- 鄭秀喬（정수교） 飾 海榮（해영）
- 安廷彬（안정빈） 飾 國徒（국도）
- 裵成宗（배성종） 飾 勇百（용백）
- 姜漢娜（강한나） 飾 雅藍（아람）

## 票房
儘管韓國的映像物等级委员会將《朋友2》列為限制級電影，但並無損《朋友2》在11月14日放映首日的票房紀錄。在放映首週週末吸引了106萬市民去觀賞，並超越荷里活大片《雷神奇俠2：黑暗世界》及韓國電影《兩個心臟》成為該週票房冠軍；放映期間共售出2,969,874張戲票，錄得票房收入21,795,038,513韓圜。

## 提名及獲獎
| 年份 | 獎項                 | 類別           | 受者   | 結果 |
| ---- | -------------------- | -------------- | ------ | ---- |
| 2014 | 第五十屆百想藝術大賞 | 男子新人演技賞 | 金宇彬 | 提名 |

## 外部連結
- 官方网站 
- 互联网电影数据库（IMDb）上《朋友2》的资料（英文）
- 韩国电影数据库（KMDb）上《朋友2》的資料
- 《朋友2》在HanCinema的页面（英文）